# Clarity (singolo Zedd)
Clarity è un singolo del produttore discografico tedesco Zedd, terzo estratto dall'album omonimo con la partecipazione vocale della cantante britannica Foxes, pubblicato il 1º febbraio 2013,. Il brano è stato riconosciuto con il Grammy Awards  nella categoria Best Dance Recording.

## Descrizione
Il brano è stato scritto da Holly Hafferman, Matthew Koma, Anton Zaslavski e Porter Robinson.

## Video musicale
Il video musicale, ambientato in un deserto, diretto da Jodeb, è stato pubblicato l'11 gennaio 2013 sul canale YouTube ufficiale di Zedd e conta più di 300 milioni di visualizzazioni.
I due protagonisti, apparentemente umani, ogni qualvolta che cercano di avvicinarsi vengono costantemente separati da una forza immensa che li scaraventa lontano uno dall'altro, inizialmente egli cerca di raggiungere la sua amata, ma alla fine capisce di dover lasciarla andare.

## Tracce
Testi e musiche di Holly Hafferman, Matthew Koma, Anton Zaslavski e Porter Robinson.
1. Clarity (feat. Foxes) – 4:31

## Classifiche

### Classifiche settimanali
| Classifica (2013) | Posizione massima |
| ----------------- | ----------------- |
| Australia         | 13                |
| Belgio (Fiandre)  | 38                |
| Belgio (Vallonia) | 11                |
| Canada            | 17                |
| Germania          | 94                |
| Irlanda           | 39                |
| Nuova Zelanda     | 13                |
| Paesi Bassi       | 81                |
| Regno Unito       | 27                |
| Stati Uniti       | 8                 |

### Classifiche di fine anno
| Classifica (2013) | Posizione |
| ----------------- | --------- |
| Australia         | 57        |
| Canada            | 49        |
| Stati Uniti       | 24        |